# La Nuit de la Saint-Jean (Duhamel)
Ne doit pas être confondu avec La Nuit de la Saint-Jean (Nicolas Gogol).
La Nuit de la Saint-Jean est le quatrième tome de la Chronique des Pasquier de Georges Duhamel, publié en 1935 au Mercure de France.
L'ensemble du roman est raconté depuis le point de vue de Justin Weill, au travers des notes retrouvées par Laurent Pasquier des années après la mort de son ami d'enfance lors de la Première Guerre mondiale. Par cet effet stylistique, le héros du cycle se trouve donc décrit à la troisième personne.

## Résumé
En avril 1905, Ram et Lucie Pasquier ont déménagé rue du Faubourg-Saint-Antoine où ils élèvent la jeune Suzanne. Les différents enfants du clan Pasquier s'épanouissent dans leurs domaines respectifs : Ferdinand vient de se marier et travaille, comme son épouse Claire, dans l'administration ; Cécile développe ses talents de pianiste ; Laurent Pasquier travaille à l'hôpital Boucicaut avec Renaud Censier, un biologiste réputé de cinquante ans qu'il admire ; et Joseph réussit dans de juteuses affaires de mines argentifères au point d'acheter un petit domaine à la campagne, près de Nesles-la-Vallée d'où est issu le patriarche de la famille. 
Sur une proposition de Justin Weill, l'ami d'enfance de Laurent, ce domaine est baptisé « La Pâquellerie », et Joseph projette d'y faire une pendaison de crémaillère somptueuse pour épater son entourage et favoriser la publicité de ses affaires. Il souhaite inviter des hommes politiques, des artistes et des scientifiques, dont Censier le patron de son frère.
Laurent tombe amoureux d'une collègue de laboratoire, Laure Desgroux, mais n'ose se déclarer, alors que celle-ci semble plus sensible aux avances et au charisme de leur maître Renaud Censier. Ce dernier finit par accepter l'invitation de Joseph Pasquier, si Laure est également invitée. La soirée de crémaillère se déroule alors la nuit de la Saint-Jean, dans une ambiance lourde entre les convives. Les frères Pasquier découvrent notamment que leur fantasque père, Raymond, entretient toujours une relation avec Paula Lescure. Renaud Censier, passe la nuit auprès de Laure, et après une altercation avec Laurent, part au matin pour le Japon (puis en Corée où il ne tardera pas à mourir dans une épidémie), laissant Laurent et Laure abattus.

## Autour du roman
Un passage de La Nuit de la Saint-Jean décrivant, sur une dizaine de pages, l'exécution des Variations Goldberg au piano par Cécile et les émotions passant par la tête des différents convives à ce moment-là, est la source d'inspiration directe de Nancy Huston pour son roman Les Variations Goldberg écrit en 1981.

## Éditions
- Mercure de France, 1935.
- Éditions Omnibus, 1999  (ISBN 2258051436) et 2007  (ISBN 978-2-258-05143-0).